# ديفل ماي كراي 3
ديفل ماي كراي 3 (بالإنجليزية: Devil May Cry 3: Dante's Awakening)‏ هي لعبة أكشن، تم تطويرها ونشرها من قبل شركة كابكوم، صدرت في البلاي ستيشن 2 سنة 2005 وعلى ح. ش. في 2006.

## القصة
ديفل ماي كراي 3 تبدأ مع دانتي في مكتبه، حيث يدخل زائر اسمه «أركام» ويرسل دعوة لدانتي من شقيقه التوأم فيرجل. هذه «الدعوة» هي هجوم من الشياطين. بعد أن يهزم دانتي الأعداء الذين يحيطون متجره، يندفع برج هائل من الأرض في محيط المنطقة. حيث يشعر دانتي بوجود فيرجل في قمة البرج وقال أنه يقبل «الدعوة».

عند مدخل البرج دانتي واجه «سيربيروس» وهزمه. معترفاً بقوة دانتي، سيربيروس يعطي دانتي روحه على هيئة سلاح. هذا يتحول إلى نمط حيث إذا هزم رئيس معين فإنه يعطي دانتي روحه على هيئة سلاح. ثم تعرض دانتي لهجوم من قبل امرأة تسمى «ليدي» على دراجة نارية. تبين لاحقا أن أركام يعمل لفيرجل وأنهما يخططان لأخذ نصف القلادة الذي يملكه دانتي والذي أعطته إياه والدته ويريدان استخدام قوتها لإعادة تنشيط قدرة البرج لربط عالم البشر مع عالم الشياطين بعمل مشابه لبوابة الجحيم. وكشف أيضاً أن أركام هو والد ليدي وأنه قتل والدتها وهي تسعى إلى الانتقام منه.

## مستويات اللعبة
كما في أغلب الألعاب تبدأ بالمستويات الثلاثة المعروفة:
- المستوى السهل -Easy-
- المستوى المتوسط -normal-
- المستوى الصعب -hard-

(المستويات السابقة حرة يمكن البدء بأي واحد منها)
في حال الانتهاء من المستوى الصعب سوف يظهر مستويين جديدين
- صعب جدا (very hard)
- دانتي يجب أن يموت (dante must die)
- وفي حال الانتهاء من المستويين التاليين سوف يظهر مستوى اخر
- الجنة أو الجحيم (heaven or hell)

""كلما انتهيت من أحد المستويات (1,2,3) تأخذ جائزة عبارة عن ملابس جديدة لـدانتي أو تحول جديد أما المستويين (4,5) تحصل على سلاح جديد والقدرة على اللعب بشخصية فيرجل شقيق دانتي ""
-عند الانتهاء من مستوى (very hard)بفيرجل سوف تحصل على جائزه عبارة عن قدرت التحول بلى حدود
| استقبال |                                                 |
| --- | ----------------------------------------------- |
| الدرجات الإجمالية المجموع نقاط غيم رانكينغز 84.1% (الإصدار الأساسي) [ 2 ] 88% (الإصدار الخاص) [ 3 ] آي جي إن 8.6/10 (الإصدار الأساسي) [ 4 ] 9.0/10 (الإصدار الخاص) [ 5 ] نتائج المراجعة نشرة نقاط 1أب.كوم 9/10 [ 6 ] يورو غيمر 8/10 [ 7 ] غيم إنفورمر 9/10 [ 8 ] غيم برو [ 9 ] غيم سبوت 8.6/10 [ 10 ] غيم سباي [ 11 ] غيم تريلرز 9/10 [ 12 ] غيم زون 9/10 [ 13 ] آي جي إن 9.6/10 [ 14 ] مجلة بلاي 92% [ 8 ] بي.إس.إم. 9.5/10 [ 8 ] GameDaily 9/10 Gaming Target 9.1/ 10 [ 15 ] JIVE Magazine [ 8 ] Kikizo 9.1/10 [ 16 ] |                                                 |
| الدرجات الإجمالية |                                                 |
| المجموع | نقاط                                            |
| غيم رانكينغز | 84.1% (الإصدار الأساسي) 88% (الإصدار الخاص)     |
| آي جي إن | 8.6/10 (الإصدار الأساسي) 9.0/10 (الإصدار الخاص) |
| نتائج المراجعة |                                                 |
| نشرة | نقاط                                            |
| 1أب.كوم | 9/10                                            |
| يورو غيمر | 8/10                                            |
| غيم إنفورمر | 9/10                                            |
| غيم برو | [ 9 ]                                           |
| غيم سبوت | 8.6/10                                          |
| غيم سباي | [ 11 ]                                          |
| غيم تريلرز | 9/10                                            |
| غيم زون | 9/10                                            |
| آي جي إن | 9.6/10                                          |
| مجلة بلاي | 92%                                             |
| بي.إس.إم. | 9.5/10                                          |
| GameDaily | 9/10                                            |
| Gaming Target | 9.1/ 10                                         |
| JIVE Magazine | [ 8 ]                                           |
| Kikizo | 9.1/10                                          |